# Cortemilia
Cortemilia är en ort och kommun i provinsen Cuneo i regionen Piemonte i Italien. Kommunen hade 2 271 invånare (2018).